# Duckwitzstraße (Bremen)
Die Duckwitzstraße ist eine zentrale Erschließungsstraße in Bremen, Stadtteil Neustadt, Ortsteil Neuenland. Sie führt in überwiegend in Nordost-Südwest-Richtung von der Langemarckstraße und der Neuenlander Straße bis zur Oldenburger Straße als Bundesstraße 75 nach Delmenhorst.
Die Querstraßen und Anschlussstraßen wurden benannt u. a. als Langemarckstraße 1937 nach dem Ort Langemark, wo 1914 die Erste Flandernschlacht im Ersten Weltkrieg stattfand, Neuenlander Straße nach der Feldmark Nielandt im Gebiet Obervihlandt, August-Dubbers-Straße 2002 nach dem Inhaber der Spedition J.H. Bachmann (1873–1959), Richard-Dunkel-Straße 1954 nach dem Kaufmann, Politiker und Präsidenten der Bürgerschaft (DDP, 1869–1939), Solinger Straße und Gelsenkirchener Straße nach den Städten in Nordrhein-Westfalen  und Oldenburger Straße von 1874 als Bundesstraße 75 nach der Stadt zu der sie hinführt; ansonsten siehe beim Link zu den Straßen.

## Geschichte

### Name
Die Duckwitzstraße wurde 1902 benannt nach dem Senator, Bürgermeister und Kaufmann Arnold Duckwitz (1802–1881).
Als Hanseatischer Staatsmann war er von 1848 bis 1849 Reichshandelsminister und Verantwortlicher für die Marine in der provisorischen Regierung des damals entstehenden Deutschen Reiches.
Als Senator war 1856 der zwischen Bremen und dem Deutschen Zollverein abgeschlossene Handelsvertrag vornehmlich sein Werk. Von 1857 bis 1863 und von 1866 bis 1869 war er auch Bremischer Bürgermeister.

### Entwicklung
Der Ortsteil Neuenland ist der Standort des Flughafens Bremen von 1920, um den sich seit den 1970er Jahren das Quartier Airportstadt entwickelte. Im Gebiet um die Duckwitzstraße wurden am Straßenanfang nach 1960 größere Wohnhäuser gebaut und danach entstanden relativ ungeordnet diverse Gewerbebauten. 1955 wurde die Straßenbahn erstellt. Der Einzelhandelskonzern Wertkauf baute in den 1970er Jahren ein Zentrum. Später folgte der US-Konzern Walmart, dann kam die Handelskette Real  der Metro AG. Das Einkaufszentrum wurde 2006 von der luxemburgischen Immobilien-Investmentfirma Corestate übernommen und saniert und weiterhin von der MEC Metro-ECE betrieben.

### Verkehr
Die Straße wurde um 1900 angelegt und 1910 verlängert nach Kirchhuchting bis zur Kirchhuchtinger Landstraße. Aus dieser Verlängerung wurde später die Bundesstraße 75 mit der Bezeichnung Oldenburger Straße.
Die Straßenbahn-Linie 16 wurde 1955 von der Vulkanstraße um 800 Meter bis zur Ochtum verlängert. Die neue Endstelle trug den Namen Grolland, obwohl dieser Ortsteil erst hinter der Ochtum beginnt. Eine Wendeschleife kam erst um 1957. 1967 erhielten die bisherigen Linien 15 und 16 die Liniennummern der eingestellten Linien 5 und 6. Die Linie 6 wurde 1976 bis Huchting verlängert und endete am Roland-Center. 1998 erhielt diese Linie die Nummer 1. Zugleich wurde die neue Linie 8 eingeführt.
Die Straßenbahn Bremen durchfährt mit den Linien 1 (Huchting – Bf Mahndorf) und 8 (Huchting – Kulenkampffallee) die Straße.
Im Nahverkehr in Bremen tangiert die Buslinien 52 (Huchting ↔ Kattenturm) die Straße an der Solinger Straße.

## Gebäude und Anlagen
Die Straße ist mit drei bis fünfgeschossigen Wohnhäusern und danach mit Gewerbehäusern bebaut.
Erwähnenswerte Gebäude und Anlagen
- Nr. 3 bis 21 und 4 bis 38: Sechs 3-, zumeist 4-gesch. und 5-gesch. sanierte Wohnhäuser aus den 1960er Jahren
- Nr. 23: 2-gesch. Haus mit Walmdach mit der Abu-Bakr-Moschee
- Unterführung der Autobahn A 281 von 2007/08
- Nr. 39: Tanklager
- Nr. 46: 2- gesch. Baumarkt
- Nr. 50: 2-gesch. Geschäftshaus mit Walmdach
- Nr. 52: 1-gesch. Autohaus
- Nr. 54: 2-gesch. Gebäude mit Walmdach und gewerblicher Nutzung
- Unterführung der Bundesstraße 75
- Nr. 49 bis 55, Hinter der Bundesstraße: Zentrum verschiedener Einkaufs- und Baumärkte mit dem EDU - Einkaufspark Duckwitz, betrieben von dem MEC Metro-ECE mit rund 30 Geschäften, Apotheke und Post sowie gastronomischen Angeboten, 2017 hatte ein großes Zweiradcenter seinen Standort aufgegeben.
- Nr. 61–67: 1-gesch. Gebäude mit der Großwäscherei Oelkers
- Nr. 69: 2-gesch. Gebäude der der ehemaligen Oelkers-Ville, seit 2019 mit einem Eros-Center[2]
- Deichweg und Ochtum